# Krašnji Vrh
Krašnji Vrh is een plaats in Slovenië en maakt deel uit van de gemeente Metlika in de NUTS-3-regio Jugovzhodna Slovenija. De plaats telde 16 inwoners op 1 januari 2020.